# Segensgestus
|  | Dieser Artikel wurde aufgrund von akuten inhaltlichen oder formalen Mängeln auf der Qualitätssicherungsseite des Portals Christentum eingetragen. Bitte hilf mit, die Mängel dieses Artikels zu beseitigen, und beteilige dich bitte an der Diskussion. |

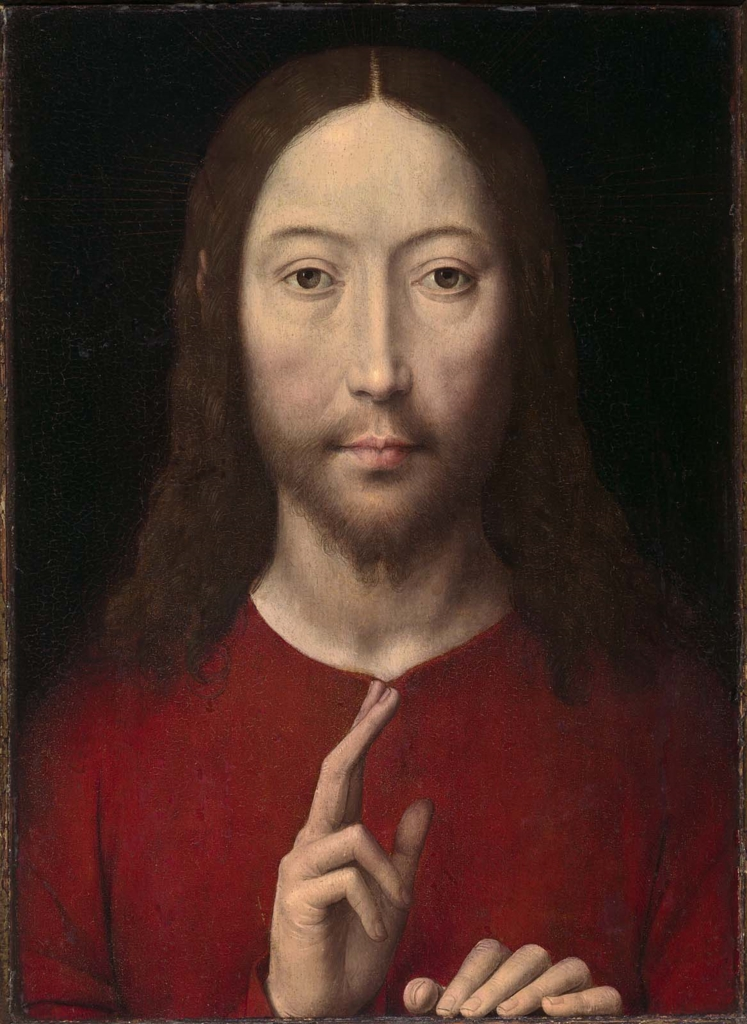
Segensgestus der lateinischen Kirche (Maler: Hans Memling, 1481)

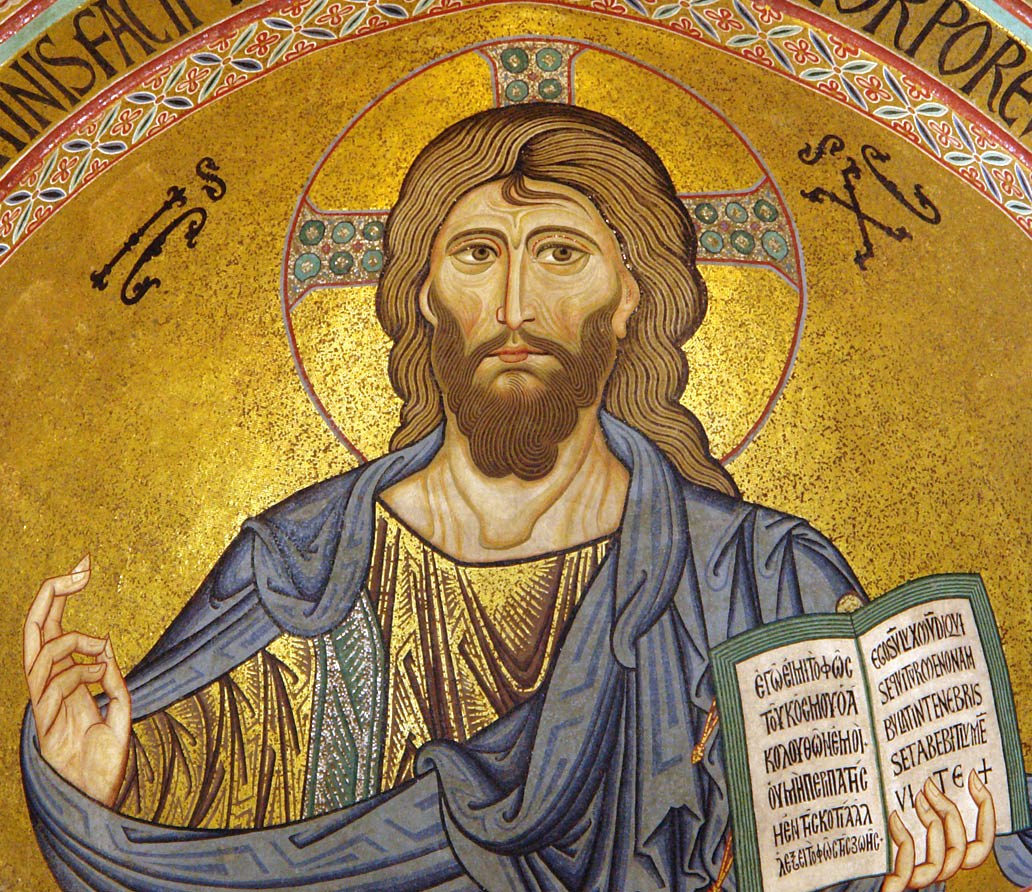
Segensgestus der orthodoxen Kirche (Mosaik, Kathedrale von Cefalù, 12. Jhd.)

Der Segensgestus ist im Christentum eine liturgische Gebärde zur Segnung. Die Segnung  wird begleitet vom Kreuzzeichen mit der Hand (Handsegen) oder durch die Auflegung der Hände.

## Lateinische Kirche
Im lateinischen Ritus sind beim Handsegen Daumen, Zeigefinger und Mittelfinger ausgestreckt und weisen auf die Dreifaltigkeit hin, die beiden anderen Finger sind zurückgebogen und verweisen auf die göttliche und menschliche Natur Jesu Christi. Seit Papst Innozenz III. (1198–1216) bis zur Liturgiereform war dieser Gestus vorgeschrieben. Seitdem segnet der Priester in der Weise, dass alle Finger der rechten Hand aufrecht sind. Priester segnen beim Schlusssegen mit einem Kreuzzeichen, Bischöfe mit dreien.

## Orthodoxe Kirche
In den orthodoxen Kirchen berühren sich beim griechischen Segen Daumen und Ringfinger der rechten Hand, während der Zeigefinger aufrecht steht sowie der Mittelfinger und der kleine Finger leicht nach innen gekrümmt werden, um so die Buchstaben IC-XC als Abbreviatur für den Namen „Jesus Christus“ (Ἰησοῦς Xριστός) zu bilden. Dabei ergeben der gerade Zeigefinger das I (Iota), der gekrümmte Mittelfinger das C (finales Sigma), die zusammengelegten Daumen und Ringfinger das X (Chi) und der kleine wiederum gekrümmte Finger das zweite finale Sigma.

## Evangelische Kirche
In der Evangelischen Kirche ist beim Schlusssegen eines Gottesdienstes das Erheben der Hände verbreitet mit anschließendem Kreuzzeichen (gewöhnlich in der Form der lateinischen Tradition); daneben kennt man auch die Segnung durch Handauflegung (Konfirmation, Trauung, Ordination).